# Junior Camaripano
Junior Orlando Camaripano (nacido en Villa de Cura, Estado Aragua, Venezuela, el 21 de diciembre de 1993), es un Lanzador de béisbol profesional, que juega para los Leones del Caracas en la Liga Venezolana de Béisbol Profesional (LVBP).

## Carrera como beisbolista

### 2010
El 2 de diciembre de 2010, Los Detroit Tigers firmaron Junior Camaripano con un contrato de la ligas menores.

### 2011
El 8 de marzo de 2011, Junior Camaripano es asignado a los VSL Tigers de la Venezuelan Summer League, de la clase Rookie

### 2019
El 30 de octubre de 2019, Junior Camaripano asignado a la organización de los Leones del Caracas de la Liga Venezolana de Béisbol Profesional para la temporada 2019-2020.

## Estadísticas Carrera
| AÑO                                     | EDAD                                    | EQUIPO                                  | Liga                                    | Nivel                                   | Afiliación                              | W | P | ERA  | JJ | JI | JF | SV | IP   | H  | R  | ER | HR | BB | IBB | K  | HBP | BK | WP | BF  | WHIP  | H9   | HR9 | BB9  | S09 |
| --------------------------------------- | --------------------------------------- | --------------------------------------- | --------------------------------------- | --------------------------------------- | --------------------------------------- | - | - | ---- | -- | -- | -- | -- | ---- | -- | -- | -- | -- | -- | --- | -- | --- | -- | -- | --- | ----- | ---- | --- | ---- | --- |
| 2011                                    | 17                                      | VSL Tigers                              | VSL                                     | Rk                                      | DET                                     | 0 | 2 | 7.13 | 15 | O  | 6  | 1  | 24.0 | 21 | 22 | 19 | 2  | 24 | 0   | 21 | 6   | 0  | 11 | 106 | 1.875 | 7.9  | 0.8 | 9.9  | 7.9 |
| 2012                                    | 18                                      | VSL Tigers                              | VSL                                     | Rk                                      | DET                                     | 2 | 3 | 8.71 | 16 | 0  | 4  | 0  | 20.2 | 22 | 23 | 20 | 0  | 10 | 0   | 16 | 5   | 0  | 2  | 95  | 1.548 | 9.6  | 0.0 | 4.4  | 7.0 |
| 2013                                    | 19                                      | VSL Tigers                              | VSL                                     | Rk                                      | DET                                     | 2 | 2 | 9.92 | 23 | 0  | 7  | 0  | 16.1 | 26 | 19 | 18 | 3  | 10 | 0   | 14 | 1   | 2  | 8  | 85  | 2.204 | 14.3 | 1.7 | 5.5  | 7.7 |
| 2019-2020                               | 25                                      | Leones del Caracas                      | LVBP                                    | FgW                                     |                                         | 0 | 0 | 9.92 | 12 | 0  | 0  | 0  | 4.2  | 6  | 7  | 7  | 0  | 9  | 2   | 2  | 2   | 0  | 0  | 31  | 3.314 | 11.6 | 0.0 | 17.4 | 3.9 |
| Ligas Menores de Béisbol (3 temporadas) | Ligas Menores de Béisbol (3 temporadas) | Ligas Menores de Béisbol (3 temporadas) | Ligas Menores de Béisbol (3 temporadas) | Ligas Menores de Béisbol (3 temporadas) | Ligas Menores de Béisbol (3 temporadas) | 4 | 7 | 8.41 | 54 | 0  | 17 | 1  | 61.0 | 69 | 64 | 57 | 5  | 44 | 0   | 51 | 12  | 2  | 21 | 296 | 1.852 | 10.2 | 0.7 | 6.5  | 7.5 |
| LVBP (1 temporada)                      | LVBP (1 temporada)                      | LVBP (1 temporada)                      | LVBP (1 temporada)                      | LVBP (1 temporada)                      | LVBP (1 temporada)                      | 0 | 0 | 9.92 | 12 | 0  | 1  | 0  | 4.2  | 6  | 7  | 7  | 0  | 9  | 2   | 2  | 2   | 0  | 0  | 31  | 3.314 | 11.6 | 0.0 | 17.4 | 3.9 |
| Todos los niveles (4 Temporadas)        | Todos los niveles (4 Temporadas)        | Todos los niveles (4 Temporadas)        | Todos los niveles (4 Temporadas)        | Todos los niveles (4 Temporadas)        | Todos los niveles (4 Temporadas)        | 4 | 7 | 8.77 | 66 | 0  | 0  | 1  | 65.2 | 75 | 71 | 64 | 5  | 53 | 2   | 53 | 14  | 2  | 21 | 327 | 1.949 | 10.3 | 0.7 | 7.3  | 7.3 |